# 宮城けんじ
宮城 けんじ（みやぎ けんじ、1924年（大正13年）8月20日 - 2005年（平成17年）10月19日）は、東けんじとコンビ漫才「Wけんじ」を結成した日本の漫才師、または司会者、俳優。本名は寺島 文雄（てらしま ふみお）。宮城県亘理郡逢隈村（現：亘理町）出身。血液型A型。趣味は読書。晩年はマセキ芸能社に所属していた。
座右の銘「努力ある所に自信あり」。競馬、競輪、オートレース、麻雀、パチンコと何でもござれの大の博打好き。

## 来歴
3歳の時に養子に入った巣鴨の家の隣が大都映画の撮影所であったことから、遊び場として出入りしているうちに7歳で子役としてデビュー。 大都映画の専属俳優から軽演劇界、新宿ムーランルージュを経て、歌手の春日八郎の専属司会を約10年勤め話芸を磨いた。「春日八郎ショー」で全国を回っていたある日、東から楽屋に電話があり、コンビ結成の誘いを受ける。1961年（昭和36年）4月に東と「Wけんじ」を結成し、1960年代を中心に活躍。
テンポの速いしゃべりに、レンズの入っていないロイド眼鏡を掛けたとぼけた味わいの東のボケと宮城のキレのあるツッコミで人気を博し東京を代表する漫才師となった。「やんなっ！」「バカだなぁ〜」「なっ。オー！」などの流行ギャグを生み出し一世を風靡する。全盛期にはヘリコプターで移動して舞台を掛け持ちするほどの人気ぶりであった。
浅草松竹演芸場には漫才協団幹部として定席にも出演。また、東京演芸人の最高峰とされた日比谷・東宝演芸場の東宝名人会にも多数出演した。落語家の団体には長年所属していなかったが、後年には落語芸術協会に所属している。
東の死後は主に漫談家として活動。浅草の舞台を中心に漫談や司会、講演会などで活躍していたが、1日に60本は吸うヘビースモーカーであることが祟り、2005年（平成17年）10月19日、肺がんのため東京都江東区の病院で死去した。81歳没。死去の約2年前から体調不良で入退院を繰り返していたが本人には病名は告知されていなかった。最期は好きなタバコを吸い、家族、弟子らに看取られて静かに息を引き取ったという。告別式は10月23日、東京都江戸川区の東京葬祭新館式場で営まれた。葬儀委員長は漫才協会会長の内海桂子。喪主は妻が務めた。

## エピソード
- 雀荘で麻雀を打っていたところに妻が現れて、子供と哺乳瓶を置いていったという逸話がある。
- 酒好きの東が酒を呑んで仕事をすっぽかすことがあっても、宮城は辛抱強く待っていたという。
- 1954年9月26日未明に台風第15号によって沈没し1139人の犠牲者を出した洞爺丸に乗船予定であったが、東が出航前に酔いつぶれてしまったために乗船を見合わせ、東共々運よく沈没事故の難を逃れたという[1]。
- 1999年に亡くなった東の葬儀委員長を務め、出棺の際には「お疲れさま」と声をかけた。
- 東の死後、これまでほとんど顔を出すことの無かった新宿区山吹町で妻が経営するスナックに姿を見せるようになり、ご機嫌でカラオケの司会を披露することもあったという。

## 主な出演歴

### テレビ
- 「大正テレビ寄席」（NET）
- 「ポリドール歌の遊覧船」番組司会　1965年（昭和40年）
- 「今週の花嫁花むこ」（朝日放送）番組司会　1965年（昭和40年）
- 「初詣!爆笑ヒットパレード」（フジテレビ）
- 「水戸黄門」（TBS）1970年　－　偽格さん
- 「花王名人劇場 Wけんじリサイタル」（フジテレビ）1985年（昭和60年）

### ラジオ
- 「サントリーキャラバン隊」（文化放送）1966年（昭和41年）
- 「らんまんラジオ寄席 Wけんじ特集」（TBSラジオ）2005年（平成17年）10月30日　宮城けんじ追悼記念として放送。

　　演目　「鈍感物語」1965年（昭和40年）収録／「ど忘れ物語」1979年（昭和54年）収録／「温泉問答」1995年（平成7年）収録

### 映画
- 「妻恋峠」（日活）1956年（昭和31年）下役人役
- 「浮草の宿」1957年（昭和32年）丸菱組沖仲仕役
- 「赤いランプの終列車」1958年（昭和33年）関西弁の男役
- 「われらの友情」（松竹）1966年（昭和41年）宮城役
- 「あなたの命」（日活）1966年（昭和41年）司会者役
- 「落語野郎 大馬鹿時代」（東宝）1966年（昭和41年）健太役
- 「落語野郎 大脱線」（東宝）1966年（昭和41年）岡っ引憲太役
- 「新・事件記者 殺意の丘 」（東宝）1966年（昭和41年）岡島二役
- 「喜劇 急行列車」（東映）1967年（昭和42年）相席の客役
- 「喜劇 団体列車」（東映）1967年（昭和42年）宮城役
- 「落語野郎 大爆笑」（東宝）1967年（昭和42年）駕籠かき権三役
- 「落語野郎 大泥棒」（東宝）1967年（昭和42年）健太役

### 舞台
- 「新春Ｗけんじとその一味」（大手町サンケイホール）1965年（昭和40年）〜
- 「三波春雄ショー」（歌舞伎座）1966年（昭和41年）
- 「モルガンお雪」（帝国劇場）1977年（昭和52年）
- 「アメリカ寄席」（アメリカ）1978年（昭和53年）
- 「Wけんじ一門会」（浅草松竹演芸場）1979年（昭和54年）
- 「Wけんじ漫才20周年記念特別公演」（東京・大阪・横浜・札幌・福岡・名古屋）1980年（昭和55年）

### 吹替
- テレビアニメ「怪獣王ターガン」（NET）悪役の声でゲスト出演
- テレビドキュメンタリー「ゼロ地帯をムシる／原題：Primitive London」（東京第一）日本語版ナレーション

## 受賞歴
1963年（昭和37年）：第11回 NHK漫才コンクール優勝

## レコード
A面「ダブ子ちゃん」／B面「おしかった」（作詞：丹古晴己／作曲：大本恭敬／編曲：小野崎孝輔）東芝レコード

## CD
- 爆笑競演集「ど忘れ物語」 (1996/11/01発売）キングレコード
- Laughin’ Vol.3「ど忘れ物語」（2003/02/21発売）ビクターエンタテインメント
- 澤田隆治が選んだ 爆笑！漫才傑作集（3）「娘の誕生日」（2004/12/22発売）コロムビアミュージックエンタテインメント
- 昭和の演芸 BOX「調子いい物語」 (2006/06/02発売）インディペンデントレーベル

## DVD
東京漫才傑作集 (2005/03/23発売）コロムビアミュージックエンタテインメント